# Національний парк горил Мгахінга
Національний парк горил Мгахінга — національний парк на південному заході Уганди. Парк був створений у 1991 році і займає площу 33,9 км².

## Географія
Національний парк горил Мгахінга розташований у горах Вірунга та охоплює три неактивні вулкани, а саме гору Мухабура, гору Гахінга та гору Сабіньйо. Висота національного парку коливається від 2,227 м до 4,127 м над рівнем моря і є частиною басейну річки Ніл. Він межує з Національним парком Вулканів Руанди та південним сектором Національного парку Вірунга в Демократичній Республіці Конго.
До парку близько 15 км дорогою на південь від міста Кісоро та приблизно 55 км дорогою на захід від Кабале, найбільшого міста в регіоні.

### Клімат
У регіоні два сезони вологих дощів: з лютого по травень та з вересня по грудень. Середня місячна кількість опадів коливається від 250 мм у жовтні до 10 мм у липні.

## Біорізноманіття
Національний парк захищає бамбуковий ліс, гірські ліси Альбертинського рифту, гірські болота Рувензорі-Вірунга з пустощами дерев і альпійську зону на великих висотах.

## Дика природа
Примати, присутні в національному парку, включають гірську горилу ( Gorilla beringei beringei ) з приблизно 30 особинами, розділеними на три групи, а також золотисту мавпу ( Cercopithecus kandti ), ендеміка Альбертинського рифту, ареал якого тепер обмежений лише горами Вірунга та ще одним лісом в Руанді.  В парку зафіксовано 76 видів ссавців. У тому числі чорно-білий колобус, леопард, саванний слон, гігантський лісовий кабан, чагарникова свиня, бушбак, чорнолобий дуїкер.
З ендемічних птахів Альбертинського рифту під час дослідження у 2004 році в національному парку були зареєстровані наступні види: угандійський турач, червоногуз тепмний, червоногорлий алет, турако гребінчастий, приріт рувензорський, маріка гірська, нікорник рудобокий, нікорник чорнощокий, золотокіс рувензорський, смугаста синиця, нектарник синьоголовий, маріка королівська, заїрський ткач, гірська дрімлюга, вівчарик рудощокий та очеретянка Грауера.

## Туризм
Національний парк горил Мгахінга є найменшим національним парком Уганди , також він один із найменш популярних серед відвідувачів. Популярні туристичні заходи включають спостереження за гірськими горилами, спостереження за золотими мавпами, походи на вулкан, прогулянки на природі, спостереження за птахами та зустрічі з громадою Батва. Туристи, які відвідують національний парк Mgahinga Gorilla, добираються до парку лише за 9 годин їзди від Кампали. До парку також можна дістатися щоденними внутрішніми рейсами з Міжнародного аеропорту Ентеббе.

## Історія
Національний парк Mgahinga Gorilla був створений у 1991 році на території, яка була мисливським заповідником з 1930-х до 1950-х років, але була частково перетворена на поля для посівів на нижчих висотах. Біологічні дослідження були розпочаті в 1989 році, браконьєрські пастки знищено, рейнджери навчені та висаджено дерева. На початку 1990-х років поселенців переселили в райони за межі національного парку.
У листопаді 2013 року конголезьке повстанське угруповання рух М23, склало зброю в парку після поразки від конголезької армії під час повстання М23.